# Muletto (automobilismo)
Con il termine muletto, nel gergo dell'automobilismo sportivo, si indica una vettura da competizione, generalmente utilizzata per lo sviluppo, ovvero per le sperimentazioni e i collaudi di nuove soluzioni tecniche, che può essere impiegata anche in gara, qualora il pilota ritenga impossibile o sconsigliabile l'utilizzo delle vettura ufficiale, per avvenuti incidenti, avarie meccaniche o difetti di messa a punto.

## Utilizzo e storia

### Origine del termine

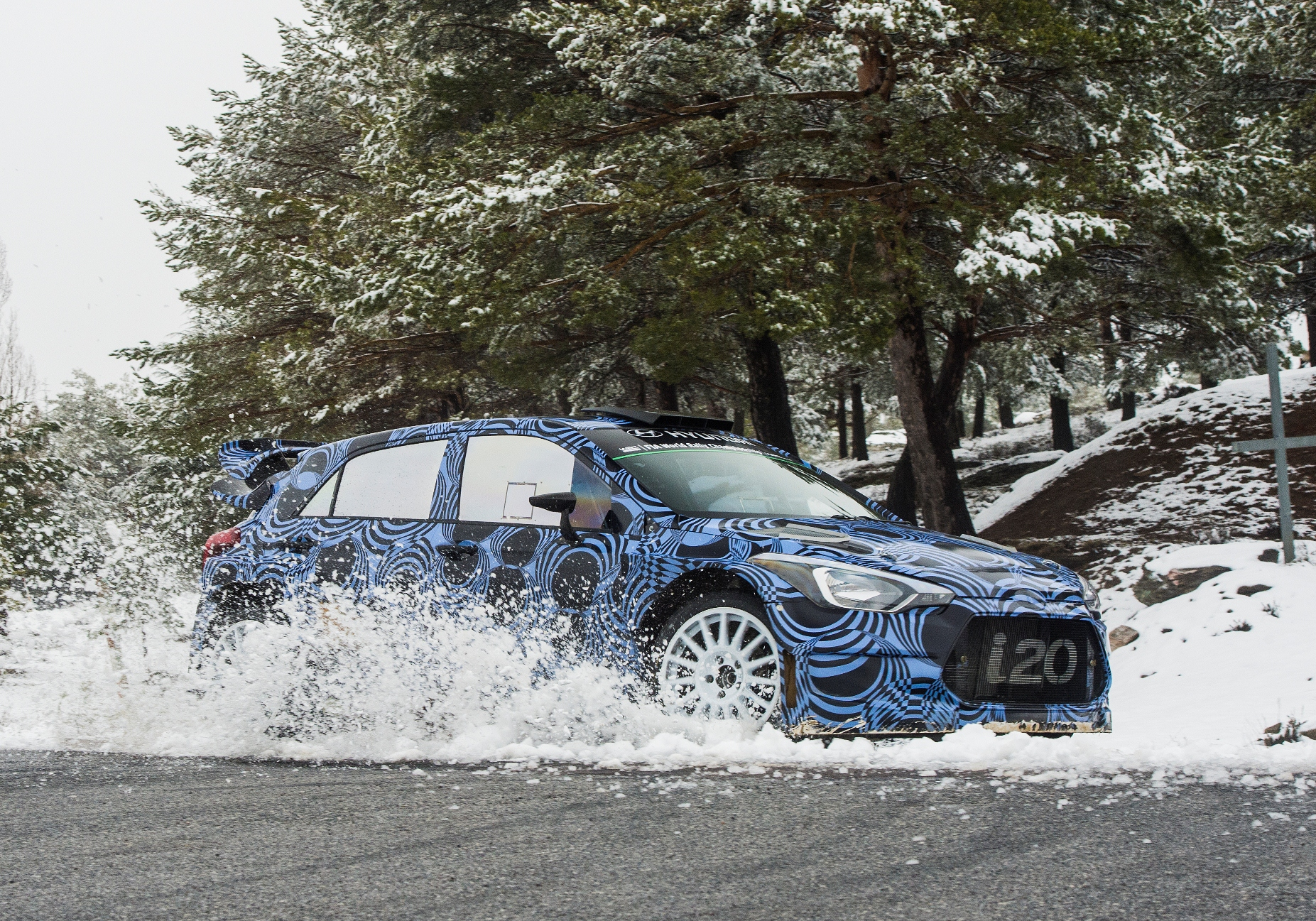
Hyundai i20 WRC 2016 con evidenti camuffatture da muletto durante i test di sviluppo

L'uso del termine "muletto" iniziò a diffondersi nell'ambiente delle corse automobilistiche negli anni trenta, quando le scuderie adottarono i primi "muletti", destinati agli allenamenti dei piloti sui vari tracciati. Tale tipo di vettura, pur apparentemente simile, non raggiungeva le prestazioni di quella impiegata in gara, ma doveva avere caratteristiche di buona robustezza meccanica, in modo da poter essere utilizzate, a turno, dai vari piloti della scuderia, senza creare problemi di avaria o messa a punto. Nel raffronto tra la vettura da gara, considerata un "purosangue", discende la definizione "muletto" per le vetture da allenamento, appunto considerate come "muli".
La circostanza che a "mulo" sia stato preferito il vezzeggiativo-diminutivo "muletto", ne fa presumere la derivazione dal francese mulet, con eguale significato sia in campo zootecnico che automobilistico.
In alcune serie di competizioni motoristiche l'impiego del muletto in gara o nelle prove viene espressamente vietato, come per le vetture di Formula 1 che ne ha vietato l'utilizzo a partire dal 2008.

### Uso per vetture stradali
Per estensione, il termine "muletto" viene saltuariamente utilizzato in campo motociclistico e anche soprattutto per le automobili e motociclette sperimentali, destinate alla normale produzione, generalmente definite anche "prototipi" o "pre-serie", secondo il grado di sviluppo raggiunto.